# Linux Professional Institute Certification
Linux Professional Institute Certification (LPI) é um programa de certificação em Linux, fornecido pelo Linux Professional Institute. É um programa de certificação multi-nível e cada nível de certificação requer passar um número (normalmente dois) de exames de certificação. A estrutura inicial do programa incluiu uma certificação de nível júnior (LPIC-1), uma certificação de nível avançado (LPIC-2) e uma certificação de nível sênior (LPIC-3). Os primeiros níveis são um certificações de trilha com foco em Administração de Sistemas Linux. A certificação de nível sênior tem várias especialidades, incluindo a Segurança e Virtualização.